# Sarah Glaser
Sarah „Pease“ Glaser (* 18. November 1961 in Springfield als Sarah Herndon) ist eine ehemalige US-amerikanische Seglerin.

## Erfolge
Sarah Glaser nahm an den Olympischen Spielen 2000 in Sydney in der 470er Jolle teil. Gemeinsam mit J. J. Isler gewann sie die Silbermedaille, als sie die Regatta mit 47 Punkten hinter Jenny Armstrong und Belinda Stowell beendete. Bereits 1987 hatte sie sich bei den Weltmeisterschaften in Kiel ebenfalls Silber gesichert.
Sie ist mit dem Segler Jay Glaser verheiratet, der 1984 olympisches Silber gewann.